# Milan Futuro
Il Milan Futuro è la seconda squadra dell'Associazione Calcio Milan, società calcistica italiana con sede nella città di Milano. Milita in Serie D, la quarta divisione del campionato italiano di calcio.
Fondata nel 2024, la squadra è la terza del suo genere ad essere entrata in attività in Italia, dopo Juventus Next Gen e Atalanta U23, ed è una delle due formazioni maschili che hanno rappresentato il club rossonero in ambito professionistico — benché sottoposta a limiti sia d'età anagrafica, sia in ambito strettamente sportivo-societario — nonché attualmente la seconda in ordine gerarchico all'interno del settore maschile della società, succedendo la prima squadra e precedendo la formazione Primavera, appartenente al settore giovanile.

## Storia
Il 27 giugno 2024, in seguito all'esclusione dell'Ancona dal campionato di Serie C, il Milan ha annunciato l'istituzione della propria seconda squadra, denominata Milan Futuro, avendo ottenuto dal Consiglio Federale della FIGC l'approvazione della richiesta di iscrizione allo stesso campionato a partire dalla stagione 2024-2025; la squadra è stata quindi inserita nel girone B del torneo. Nello stesso giorno Daniele Bonera è stato ingaggiato come primo allenatore della nuova formazione, avendo in precedenza svolto il ruolo di collaboratore tecnico della prima squadra dal 2019 fino alla sua nomina. Il progetto è stato presentato ufficialmente il 4 luglio 2024; nella stessa occasione è stata annunciata la nomina di Jovan Kirovski come responsabile generale e direttore sportivo del Milan Futuro. Il Milan tornò quindi ad avere una sua seconda squadra in terza serie dopo 90 anni: l’ultima volta era stata nel campionato 1933-34, quando la formazione chiuse al secondo posto nel girone lombardo prima di essere esclusa dalla FIGC come tutte le sue consimili.
L'8 luglio 2024, Gabriele Minotti, Mbarick Fall e Mattia Sandri sono diventati i primi tre acquisti nella storia del club.
L'esordio stagionale avviene il 10 agosto 2024 con la vittoria per 3-0 in casa del Lecco nell'incontro valido per il primo turno eliminatorio della Coppa Italia Serie C, mentre l'esordio in campionato arriva 15 giorni più tardi con la sconfitta per 1-0 in casa della Virtus Entella. La stagione si rivela negativa: i rossoneri concludono il girone B della Serie C al diciottesimo posto in classifica, dovendo quindi giocare i play-out contro la SPAL; dopo la vittoria in casa per 1-0 con gol di Mattia Sandri, al ritorno il Milan Futuro perde per 2-0 e retrocede in Serie D, divenendo così la prima squadra appartenente a una società di Serie A a partecipare a un campionato dilettantistico.

## Colori e simboli

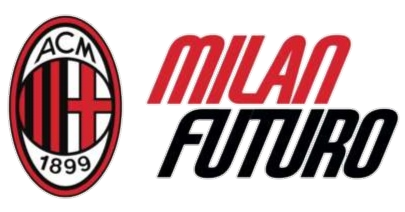
Il secondary logo riservato alla seconda squadra milanista, in uso dalla stagione d'esordio 2024-2025.

### Colori
L'uniforme di gioco del Milan Futuro, identica a quella indossata dalla prima squadra, è composta da una maglia a strisce verticali rosso e nere, tradizionalmente abbinata a pantaloncini bianchi e calzettoni rossoneri.

### Simboli ufficiali
La seconda squadra milanista adotta lo stemma già utilizzato dalla prima squadra; è inoltre stato creato un logo secondario ad hoc, che allo stemma canonico affianca il wordmark specifico "Milan Futuro" alla sua destra.

## Strutture

### Stadio
A partire dalla stagione 2024-2025, il terreno di gioco che ospita gli incontri in casa del Milan Futuro è lo Stadio Felice Chinetti di Solbiate Arno, normalmente utilizzato dalla Solbiatese. Lo stadio ha una capienza di circa 4500 posti a sedere, mentre il terreno di gioco ha una superficie di circa 105×65 metri.
Tuttavia, a causa dei lavori di ristrutturazione che hanno interessato il Chinetti, le prime gare casalinghe della stessa annata sono state disputate allo Stadio Carlo Speroni di Busto Arsizio.

### Centro di allenamento
Nell'annuncio ufficiale dell'istituzione del Milan Futuro, il Milan ha confermato che i giocatori appartenenti alla seconda squadra si sarebbero allenati insieme alla prima squadra rossonera al centro sportivo di Milanello, situato in provincia di Varese, tra i comuni di Carnago, Cassano Magnago e Cairate.

## Società

### Organigramma societario
- Paolo Scaroni - Presidente
- Jovan Kirovski - Sport Development Director

### Sponsor
- 2024- Puma

## Allenatori e presidenti
| Allenatori - 2024-2025 Daniele Bonera (1ª-28ª) Massimo Oddo (29ª-38ª e play-out) | Presidenti - 2024- Paolo Scaroni |

## Calciatori

### Capitani
- Kevin Zeroli (2024-2025)
- Andrei Coubiș (2025)
- Michele Camporese (2025-)

## Statistiche e record

### Partecipazione ai campionati
| Livello | Categoria | Partecipazioni | Debutto   | Ultima stagione | Totale |
| ------- | --------- | -------------- | --------- | --------------- | ------ |
| 3º      | Serie C   | 1              | 2024-2025 | 2024-2025       | 1      |
| 4º      | Serie D   | 1              | 2025-2026 | 2025-2026       | 1      |

### Partecipazione alle coppe
| Competizione         | Partecipazioni | Debutto   | Ultima stagione | Totale |
| -------------------- | -------------- | --------- | --------------- | ------ |
| Coppa Italia Serie C | 1              | 2024-2025 | 2024-2025       | 1      |
| Coppa Italia Serie D | 1              | 2025-2026 | 2025-2026       | 1      |

### Statistiche individuali
Statistiche aggiornate al 17 maggio 2025. In grassetto i calciatori ancora in squadra.
| Record di presenze - 37 Andrei Coubiș (2024-) - 36 Mattia Malaspina (2024-) - 36 Mattia Sandri (2024-) - 33 Gabriele Minotti (2024-) - 33 Diego Sia (2024-) - 32 Andrea Bozzolan (2024-) - 31 Davide Bartesaghi (2024-) - 25 Chaka Traorè (2024-) - 24 Mbarick Fall (2024-) - 24 Lapo Nava (2024-) | Record di reti - 7 Francesco Camarda (2024-2025) - 4 Álex Jiménez (2024-) - 4 Kevin Zeroli (2024-2025) - 3 Gabriele Alesi (2024-) - 3 Ettore Quirini (2025-) - 2 Mattia Sandri (2024-) - 2 Chaka Traorè (2024-) - 2 Samuele Longo (2024-2025) - 2 Demirel Hodzic (2024-) - 2 Andrea Magrassi (2025-) - 2 Simone Ianesi (2025-) |

## Organico

### Rosa 2025-2026
| N. |                           | Ruolo | Calciatore                    |
| -- | ------------------------- | ----- | ----------------------------- |
| 5  | Svezia (bandiera)         | C     | Demirel Hodzic                |
| 6  | Italia (bandiera)         | C     | Mattia Malaspina              |
| 15 | Romania (bandiera)        | D     | Andrei Coubiș (vice capitano) |
| 20 | Italia (bandiera)         | C     | Diego Sia                     |
| 23 | Italia (bandiera)         | C     | Simone Branca                 |
| 24 | Italia (bandiera)         | D     | Gabriele Minotti              |
| 26 | Nigeria (bandiera)        | C     | Victor Eletu                  |
| 28 | Costa d'Avorio (bandiera) | A     | Chaka Traorè                  |
| 33 | Slovenia (bandiera)       | D     | Damir Zukić                   |
| 35 | Romania (bandiera)        | D     | Matteo Duțu                   |
| 41 | Italia (bandiera)         | D     | Ettore Quirini                |
| 42 | Romania (bandiera)        | A     | Alexandru Șiman               |
| 44 | Italia (bandiera)         | D     | Michele Camporese (capitano)  |
| 55 | Paesi Bassi (bandiera)    | C     | Silvano Vos                   |
| 99 | Italia (bandiera)         | A     | Andrea Magrassi               |
|    | Italia (bandiera)         | P     | Matteo Pittarella             |

| N. |                        | Ruolo | Calciatore        |
| -- | ---------------------- | ----- | ----------------- |
|    | Turchia (bandiera)     | D     | Berkay Karaca     |
|    | Austria (bandiera)     | D     | Dino Kurbegović   |
|    | Stati Uniti (bandiera) | D     | Astin Mbaye       |
|    | Italia (bandiera)      | D     | Mattia Piermarini |
|    | Bulgaria (bandiera)    | D     | Valeri Vladimirov |
|    | Francia (bandiera)     | C     | Yacine Adli       |
|    | Italia (bandiera)      | C     | Simon La Mantia   |
|    | Italia (bandiera)      | C     | Fabio Pandolfi    |
|    | Polonia (bandiera)     | C     | Mateusz Skoczylas |
|    | Italia (bandiera)      | A     | Alex Castiello    |
|    | Croazia (bandiera)     | A     | Dino Delkić       |
|    | Italia (bandiera)      | A     | Andrea Di Siena   |
|    | Belgio (bandiera)      | A     | Divock Origi      |
|    | Italia (bandiera)      | A     | Vincenzo Perrucci |
|    | Italia (bandiera)      | A     | Daniele Petrone   |

### Staff tecnico
Aggiornato al 11 marzo 2025.
- Massimo Oddo - Allenatore
- Marcello Donatelli - Allenatore in seconda
- Valerio Brandi - Collaboratore Tecnico
- Mauro Tassotti - Collaboratore Tecnico
- Lorenzo Francini - Preparatore atletico
- Stefano Del Corno - Preparatore dei portieri
- Alessandro Belleri - Match Analyst